# Leão Lopes
Leão Lopes, (Ribeira Grande, Santo Antão, Cap Verd, 1948), és un realitzador de cinema, escriptor, artista plàstic i professor capverdià.

## Biografia
Després d'acabar els estudis secundaris a Cap Verd marxà a Lisboa, on es diplomà en pintura a l'Escola Superior de Belles Arts de Lisboa. Després es va doctorar per la Universitat de Rennes II amb una tesi sobre l'escriptor capverdià Baltasar Lopes da Silva.
Actualment alterna la direcció de l' Instituto Universitário de Arte, Tecnologia e Cultura (M_EIA) amb la docència, entre alters, d'un postgrau en cinema i audiovisual.
Com a cineasta, destacà per la realització del primer llargmetratge de ficció capverdià, O Ilhéu de Contenda (1996), basada en el conte homònim de  Teixeira de Sousa. És també autor d'alguns documentals, entre els quals destaquen Bitú (2009) i São Tomé - Os Últimos Contratados (2010).
En 1979 fundà a Mindelo, l'ONG AtelierMar, dedicada a la formació i capacitació cultural i al desenvolupament local, que encara presideix.

## Filmografia
- O Ilhéu de Contenda, 1995
- Os Últimos Contratados, 2009 (documental)
- Bitú, 2010 (documental)

## Obres
- Unine, 1998, Contes
- O contexto jurídico dos media em Cabo Verde, 1998, assaig
- Baltasar Lopes: 1907-1989, 2002, Tesi doctoral
- Capitão Farel: A Fabulosa História do Capitão Farewell, o Pirata de Monte Joana, 2009, Infanto-Juvenil
- Baltasar Lopes: um homem arquipélago na linha de todas as batalhas, 2011, assaig

### En col·laboració
- Santo Antão: alguns olhares, 1984
- A partilha do indivisível: imagens dos objectivos do Milénio, 2006
- Ejercicios poéticos: Exercícios poéticos, 2010
- A História de Blimundo, Dima, o passarinho que criou o mundo: mitos, contos e lendas dos países de língua portuguesa, 2013, Contos